# Марія Река
Марія Река (словен. Marija Reka) — поселення в общині Преболд, Савинський регіон, Словенія. Висота над рівнем моря: 765,4 м.